# Internazionali d'Italia 1969 - Singolare femminile
Il singolare femminile del torneo di tennis Internazionali d'Italia 1969, ha avuto come vincitrice Julie Heldman che ha battuto in finale Kerry Melville con il punteggio di 7–5, 6–3.

## Teste di serie
1. Billie Jean King (quarti di finale)
2. Lesley Turner Bowrey (quarti di finale)
3. Ann Haydon-Jones (semifinali)
4. Virginia Wade (secondo turno)

1. Olga Morozova (secondo turno)
2. Mary Ann Curtis (secondo turno)
3. Rosie Casals (primo turno)
4. Christina Sandberg (primo turno)

## Tabellone

### Legenda
| - Q = Qualificato - WC = Wild card - LL = Lucky loser | - ALT = Alternate - SE = Special Exempt - PR = Protected Ranking | - w/o = Walkover - r = Ritirato - d = Squalificato |

### Fase finale
|  | Quarti di finale   | Quarti di finale     | Quarti di finale   | Quarti di finale | Quarti di finale |  |  | Semifinali       | Semifinali       | Semifinali     | Semifinali    | Semifinali    |   |   | Finale         | Finale         | Finale         | Finale | Finale |  |
|  |                    |                      |                    |                  |                  |  |  |                  |                  |                |               |               |   |   |                |                |                |        |        |  |
|  | 1                  | Billie Jean King     | Billie Jean King   | 3                | 0                |  |  |                  |                  |                |               |               |   |   |                |                |                |        |        |  |
|  |                    | Kerry Melville       | Kerry Melville     | 6                | 6                |  |  | Kerry Melville   | Kerry Melville   | Kerry Melville | 6             | 6             |   |   |                |                |                |        |        |  |
|  | Peaches Bartkowicz | Peaches Bartkowicz   | Peaches Bartkowicz | 4                | 5                |  |  | Françoise Dürr   | Françoise Dürr   | Françoise Dürr | 4             | 1             |   |   |                |                |                |        |        |  |
|  | Françoise Dürr     | Françoise Dürr       | Françoise Dürr     | 6                | 7                |  |  |                  |                  |                |               |               |   |   | Kerry Melville | Kerry Melville | Kerry Melville | 5      | 3      |  |
|  | 3                  | Ann Haydon-Jones     | Ann Haydon-Jones   | 6                | 6                |  |  |                  |                  | Julie Heldman  | Julie Heldman | Julie Heldman | 7 | 6 |                |                |                |        |        |  |
|  |                    | Lea Pericoli         | Lea Pericoli       | 1                | 2                |  |  | Ann Haydon-Jones | Ann Haydon-Jones | 6              | 4             | 1             |   |   |                |                |                |        |        |  |
|  |                    | Julie Heldman        | 3                  | 6                | 6                |  |  | Julie Heldman    | Julie Heldman    | 4              | 6             | 6             |   |   |                |                |                |        |        |  |
|  | 2                  | Lesley Turner Bowrey | 6                  | 4                | 1                |  |  |                  |                  |                |               |               |   |   |                |                |                |        |        |  |